# Manuele therapie

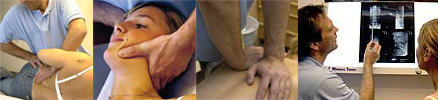
Handgreeptechnieken

Manuele therapie is in Nederland en België de benaming van een specialisatie van fysiotherapie/kinesitherapie.
Manuele therapie als specialisatie van fysiotherapie/kinesitherapie is een behandeling die tot doel heeft de gewrichten beter te laten functioneren en de lichaamshouding en -bewegingen te verbeteren. Men kan een manueeltherapeut onder andere consulteren vanwege nekklachten of lagerugpijn. De behandeling bestaat naast mobilisatie en manipulatie van gewrichten tevens uit het geven van instructies en adviezen.

## Specialisatie van fysiotherapie (Nederland)
In Nederland zijn er verscheidene instituten die een masteropleiding manuele therapie verzorgen, onder andere SOMT University of Physiotherapy te Amersfoort, Hogeschool Utrecht, Avans Hogeschool, Saxion en Transfergroep Rotterdam.
Voor alle is het bezit van een door de Nederlandse overheid erkend bachelordiploma fysiotherapie een toelatingseis.
Fysiotherapeuten die een van bovengenoemde opleidingen hebben gevolgd, hebben zich verenigd in de Nederlandse Vereniging voor Manuele Therapie (NVMT), die is aangesloten bij het Koninklijk Nederlands Genootschap voor Fysiotherapie (KNGF). De NVMT houdt op haar website een lijst bij van wetenschappelijke onderzoeken die de effectiviteit en kosteneffectiviteit van manuele therapie ondersteunen.
De titel manueeltherapeut is niet wettelijk beschermd in Nederland. 

## Specialisatie van kinesitherapie (België)
In België bestaat wel een wettelijke erkenning van manuele therapie als bijzondere bekwaamheid in de kinesitherapie. 
Wie in België erkend wenst te worden als kinesitherapeut met de bijzondere beroepsbekwaamheid manuele therapie dient sinds 1 januari 2017 een opleiding te hebben gevolgd aan een van de volgende door de overheid erkende en gesubsidieerde instellingen: KULeuven, UAntwerpen, UGent, VUBrussel, Haute école Louvain en Hainaut, Louvain-la-Neuve en ULiège. De eerste vier zijn Nederlandstalig en de overige drie Franstalig.
In België is de representatieve vereniging Mathera.